# Nina (zangeres)
Nina, artiestennaam van Anna Maria Agustí i Flores (Barcelona, 1 oktober 1966), is een Spaanse zangeres en actrice.

## Loopbaan
Agustí begon haar muzikale carrière in de jaren tachtig, toen ze onder meer optrad met de band van Xavier Cugat. In die tijd werkte ze ook als een van de gastvrouwen mee aan het spelprogramma Un, dos, tres... responda otra vez van Televisión Española.
In 1989 vertegenwoordigde ze Spanje op het Eurovisiesongfestival met Nacida para amar. Ze werd zesde met 88 punten.
In de jaren negentig speelde zij onder meer in de Catalaanse soapserie Nissaga de poder en in verschillende theaterproducties (hoofdzakelijk musicals) en verscheen haar eerste in het Catalaans gezongen muziekalbum, Començar de zero (1995).
Vanaf 2001 vervulde ze een prominente rol in het talentenjachtprogramma Operación Triunfo (in Nederland en België Star Academy geheten), een programma dat van 2002 tot 2004 de Spaanse kandidaat voor het Songfestival aanwees.

## Discografie
- Una mujer como yo (1990)
- Rompe el tiempo (1991)
- Començar de zero (1995)
- Corre, corre Diva (1998)
- Espai pel somni (2000)
- Stephen Sondheim (2001), met het Orquestra de Cambra Teatre Lliure
- Quan somniïs fes-ho en mi (2002)
- 20 anys i una nit (2003)
- Bàsic (2007)
- A prop del mar (2011), met Port Bo
- Llegendes del cinema (2012), met Cris Juanico en La Simfònica de Cobla i Corda de Catalunya

## Musicals
- Las cuatro cartas (1990)
- Cabaret (1992)
- Casem-nos una mica (1993)
- Te odio mi amor (1995)
- Company (1997)
- Pierrot Lunaire (1998)
- Corre, corre Diva (1998)
- Espai pel somni (1999)
- Programa Sondheim (2000)
- Mamma Mia! (2004-2010)

- Biblioteca Nacional de España: XX1648789
- Bibliothèque nationale de France: cb16952156z (data)
- International Standard Name Identifier: 0000 0003 9073 9820
- Library of Congress Control Number: no2015018964
- MusicBrainz: 29716de2-e3bb-4c61-a52f-fcea7e45c941
- Nederlandse Thesaurus van Auteursnamen: 297197363
- Virtual International Authority File: 284459496

1961: Conchita Bautista · 
1962: Víctor Balaguer · 
1963: José Guardiola · 
1964: Tim, Nelly & Tony · 
1965: Conchita Bautista · 
1966: Raphael · 
1967: Raphael · 
1968: Massiel · 
1969: Salomé · 
1970: Julio Iglesias · 
1971: Karina · 
1972: Jaime Morey · 
1973: Mocedades · 
1974: Peret · 
1975: Sergio & Estíbaliz · 
1976: Braulio · 
1977: Micky · 
1978: José Vélez · 
1979: Betty Missiego · 
1980: Trigo Limpio · 
1981: Bacchelli · 
1982: Lucía · 
1983: Remedios Amaya · 
1984: Bravo · 
1985: Paloma San Basilio · 
1986: Cadillac · 
1987: Patricia Kraus · 
1988: La Década · 
1989: Nina · 
1990: Azúcar Moreno · 
1991: Sergio Dalma · 
1992: Serafín Zubiri · 
1993: Eva Santamaría · 
1994: Alejandro Abad · 
1995: Anabel Conde · 
1996: Antonio Carbonell · 
1997: Marcos Llunas · 
1998: Mikel Herzog · 
1999: Lydia · 
2000: Serafín Zubiri · 
2001: David Civera · 
2002: Rosa · 
2003: Beth · 
2004: Ramón · 
2005: Son de Sol · 
2006: Las Ketchup · 
2007: D'Nash · 
2008: Rodolfo Chikilicuatre · 
2009: Soraya · 
2010: Daniel Diges · 
2011: Lucía Pérez · 
2012: Pastora Soler · 
2013: El Sueño de Morfeo · 
2014: Ruth Lorenzo · 
2015: Edurne · 
2016: Barei · 
2017: Manel Navarro · 
2018: Alfred & Amaia · 
2019: Miki · 
2021: Blas Cantó · 
2022: Chanel · 
2023: Blanca Paloma · 
2024: Nebulossa · 
2025: Melody